# Quincy-sous-Sénart
Quincy-sous-Sénart – miejscowość i gmina we Francji, w regionie Île-de-France, w departamencie Essonne.
Według danych na rok 1990 gminę zamieszkiwało 7079 osób, a gęstość zaludnienia wynosiła 1361 osób/km² (wśród 1287 gmin regionu Île-de-France Quincy-sous-Sénart plasuje się na 281. miejscu pod względem liczby ludności, natomiast pod względem powierzchni na miejscu 662.).